# India Catalina

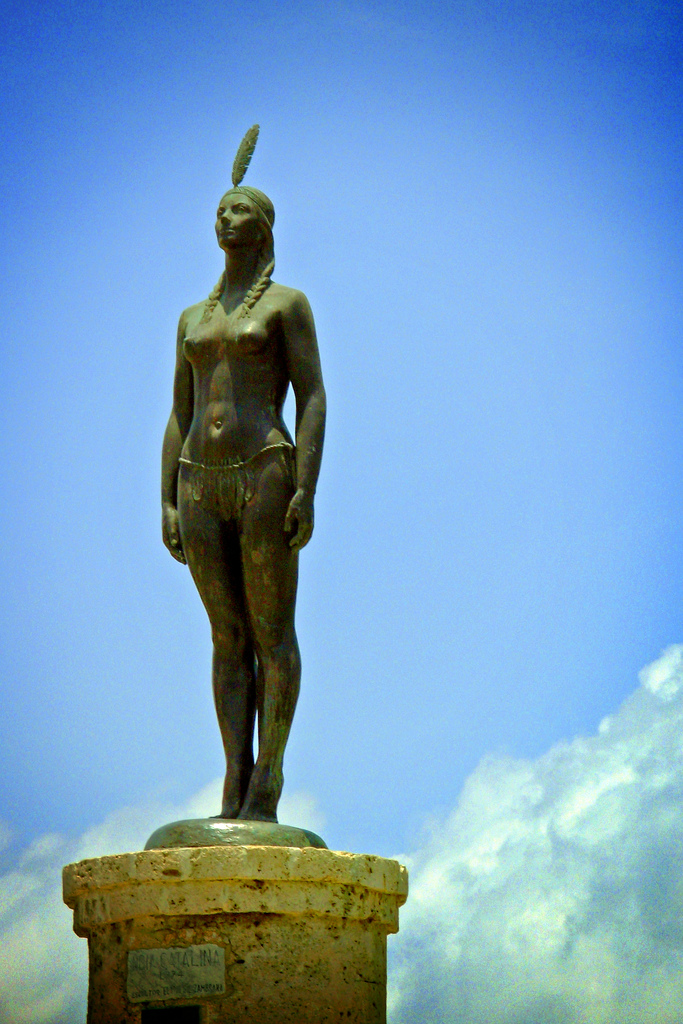
Statue der India Catalina in Cartagena de Indias

Die India Catalina (* um 1495 in Zamba; † ungewiss, vermutlich in Sevilla) war eine Indigene der Karibikküste Kolumbiens und gilt als eine der bedeutendsten indigenen Persönlichkeiten der kolumbianischen Kolonialzeit. Als Begleiterin des spanischen Eroberers Pedro de Heredia wurde sie als Übersetzerin und Vermittlerin zwischen den Konquistadoren und den indigenen Stämmen eingesetzt. Sie wirkte stark bei der Eroberung der kolumbianischen Karibikküste zu Beginn des 16. Jahrhunderts und bei der Gründung der Stadt Cartagena de Indias mit. Aufgrund ihrer Tätigkeit als Vermittlerin wird sie oft als „pacificatora“ (Friedensstifterin) bezeichnet. Dieser Titel gerät allerdings immer wieder in die Kritik. Lange Zeit wurde India Catalina hauptsächlich als Figur der kolumbianischen Mythologie betrachtet, bis ihre Existenz endgültig durch die Nachforschungen des kolumbianischen Schriftstellers Hernán Urbina Joiro in seinem Buch „Entre las huellas de la India Catalina“ plausibel nachgewiesen wurde.

## Leben

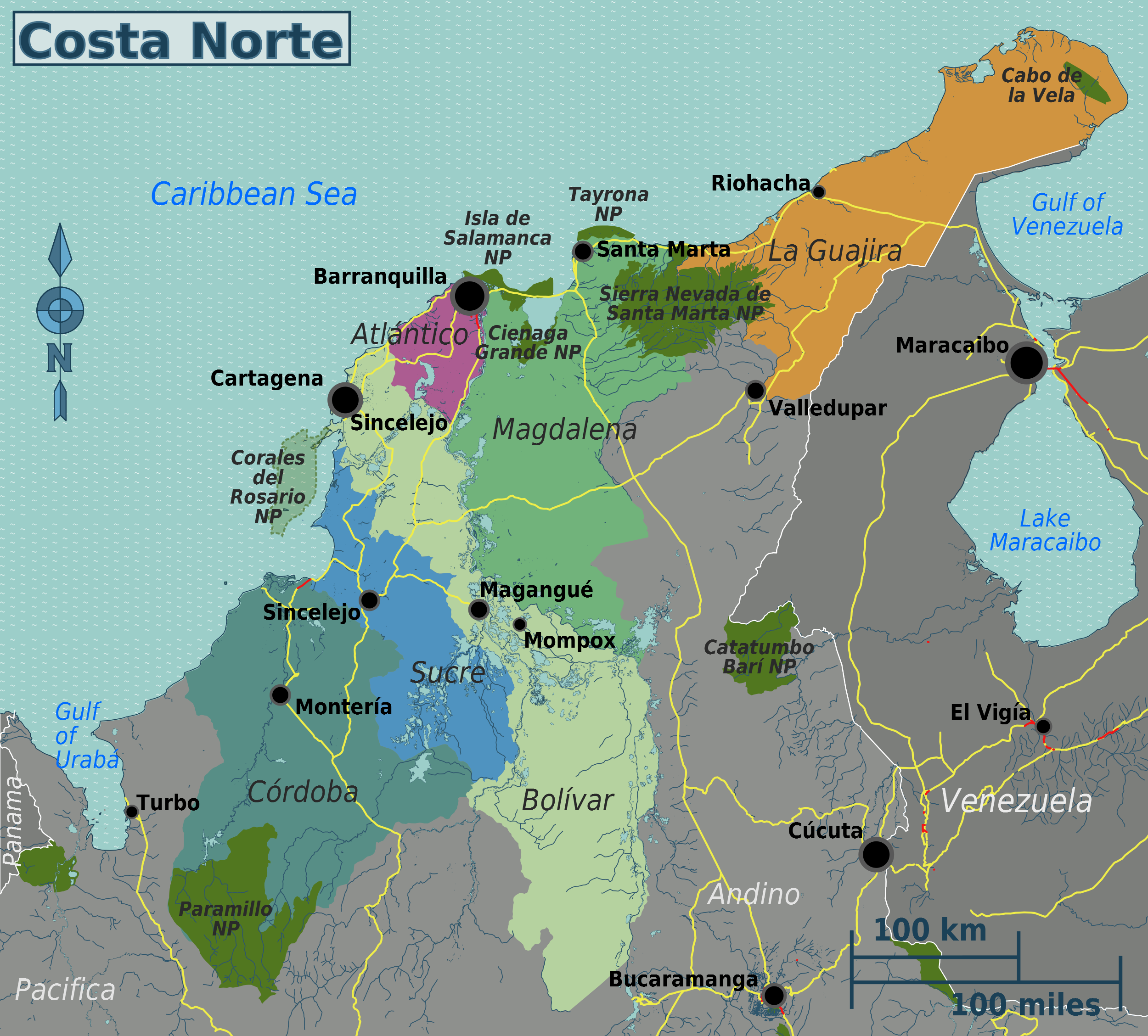
Karte der kolumbianischen Karibikküste

Catalina war die Tochter des Kaziken Galera in Zamba (heute Galerazamba), einem Dorf in der Nähe von Cartagena de Indias. Der spanische Eroberer Diego Nicuesa nahm sie dort zwischen 1509 und 1511 gefangen, trennte sie von ihrer Familie und brachte sie nach Santo Domingo, dem ersten Zentrum der spanischen Eroberer in der heutigen Dominikanischen Republik. Die Spanier tauften sie daraufhin auf ihren heute bekannten Namen „Catalina“. Sie wurde in Santo Domingo zum katholischen Glauben erzogen und lernte zu leben und sich zu kleiden wie eine Spanierin. Historische Belege für ihr Leben in den nächsten Jahren fehlen. Ab 1528 gibt es Berichte darüber, dass sie in Santa Marta als Dolmetscherin in der gobernación (Statthalterschaft) arbeitete, da sie neben dem kastilischen Spanisch auch verschiedene indigene Sprachen und Dialekte sprach. Sie bewahrte einige indigene Bevölkerungsgruppen vor einer gewalttätigen Eroberung durch die Spanier, indem sie ihnen die Intentionen der Eroberer erklärte und sie davon überzeugte, offiziell den katholischen Glauben anzunehmen und sich zu unterwerfen. Dabei trat sie stets als Spanierin gekleidet auf und wandte sich zuerst an die Frauen der indigenen Bevölkerungsgruppen.
Ihre erste Begegnung mit Pedro de Heredia fand in der Nacht vom 12. auf den 13. Januar 1533 in Gaira, in der Nähe von Santa Marta, statt. Sie folgte ihm nach Castillo Grande, im heutigen Cartagena de Indias, um ihn als Vermittlerin bei der Verhandlung mit den indigenen Gruppen und der Kolonialisierung der Region zu unterstützen. Da sie die Cousine vieler der damals mächtigen Kaziken der Region war, wurde sie vorausgeschickt, um den ersten Kontakt zu den indigenen Gruppen herzustellen und die Botschaft Heredias zu überbringen. Auf diesem Weg wurde Frieden mit einigen wichtigen Kaziken, beispielsweise von Mazaguapo, Guaspates und Turipaná, geschlossen. Sie war somit für die Gründung von Cartagena de Indias und die Eroberung der kolumbianischen Karibikküste von großer Wichtigkeit für die Spanier. Der Legende nach heiratete Catalina Alonso Montañez, den Neffen von Pedro de Heredia, gründete eine Familie mit ihm und zog mit ihm nach Sevilla, wo sie in hohem Alter starb.

## Unterschiedliche Rezeptionen ihres Wirkens
Die India Catalina ist ein Symbol und eine der berühmtesten Bürgerinnen der Stadt Cartagena de Indias. Bei den frühen Chronisten der Kolonialgeschichte wird sie als friedliche Indigene dargestellt, die sich der spanischen Krone und dem christlichen Glauben anpasste. Diese Darstellung wird vereinzelt als Rechtfertigung der Kolonialisierung für ein fortgeschrittenes Lateinamerika genutzt. Doch ihr Wirken und ihr Titel als „pacificatora“ werden ebenso kritisch betrachtet, da beispielsweise die indigene Gruppe der Calamari bei der Gründung von Cartagena de Indias, bei der Catalina entschieden mitwirkte, komplett ausgelöscht wurde. Ihr Wirken und ihre Person beinhalten somit einige Widersprüche. Einerseits wird sie aufgrund ihrer vermittelnden Tätigkeit als Heldin wertgeschätzt; andererseits wird sie als Verräterin verurteilt, die zu dem raschen Fortschritt der Kolonialisierung beitrug. Die India Catalina hat selbst keine Berichte über ihr Wirken und ihre Intentionen verfasst. Vorhandene Aufzeichnungen stammen von Augenzeugen, wie spanischen Geschichtsschreibern und deren Kritikern, die aufgrund ihrer Positionen nur als verformte und manipulierte Eindrücke betrachtet werden können, oder von Chronisten, die erst nach der Lebzeit der India Catalina und somit ohne eigene Erfahrung die Geschichte aufschrieben. Daher sind keine definitiven Aussagen über ihr Wirken und ihre Position möglich.

## Würdigungen der India Catalina

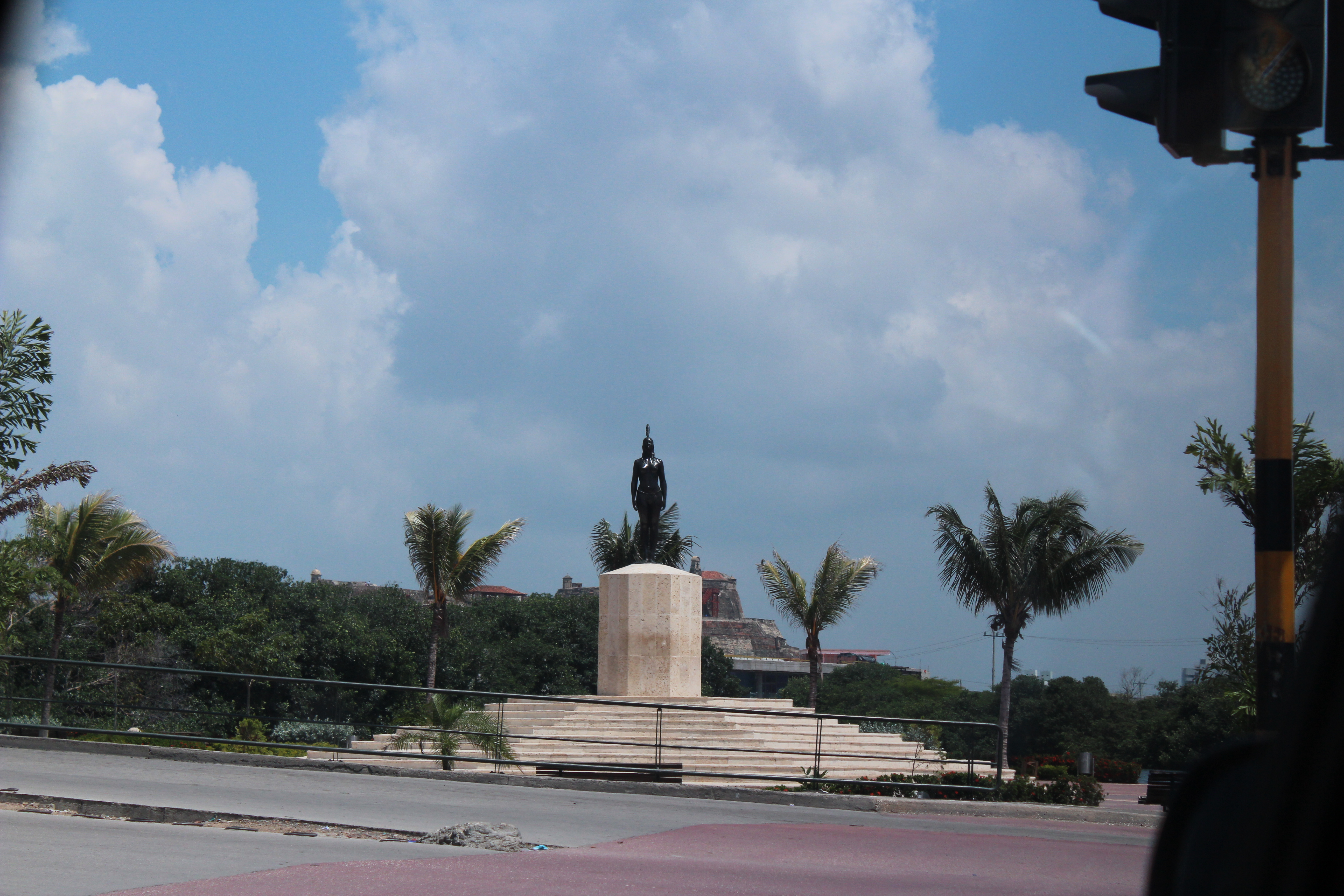
Denkmal in Puerto Duro

### Denkmal
Das Denkmal der India Catalina in Form einer Bronzestatue wurde im Jahre 1974 von dem spanischen Bildhauer Eladio Gil Zambrana geschaffen und befindet sich seitdem in Cartagena de Indias, wo der Künstler selbst lange lebte. Die Statue steht heute im Sektor Puerto Duro des Zentrums von Cartagena an der Kreuzung der Avenida Pedro de Heredia mit der Avenida Venezuela. Sie befindet sich somit an einem der Hauptzugänge zum kolonialen Stadtzentrum, das seit 1984 zum UNESCO-Weltkulturerbe zählt. Das Denkmal soll die indigenen Bevölkerungsgruppen würdigen, die vor der Eroberung durch die Spanier an der kolumbianischen Karibikküste lebten.

### Filmfestival Cartagena de Indias

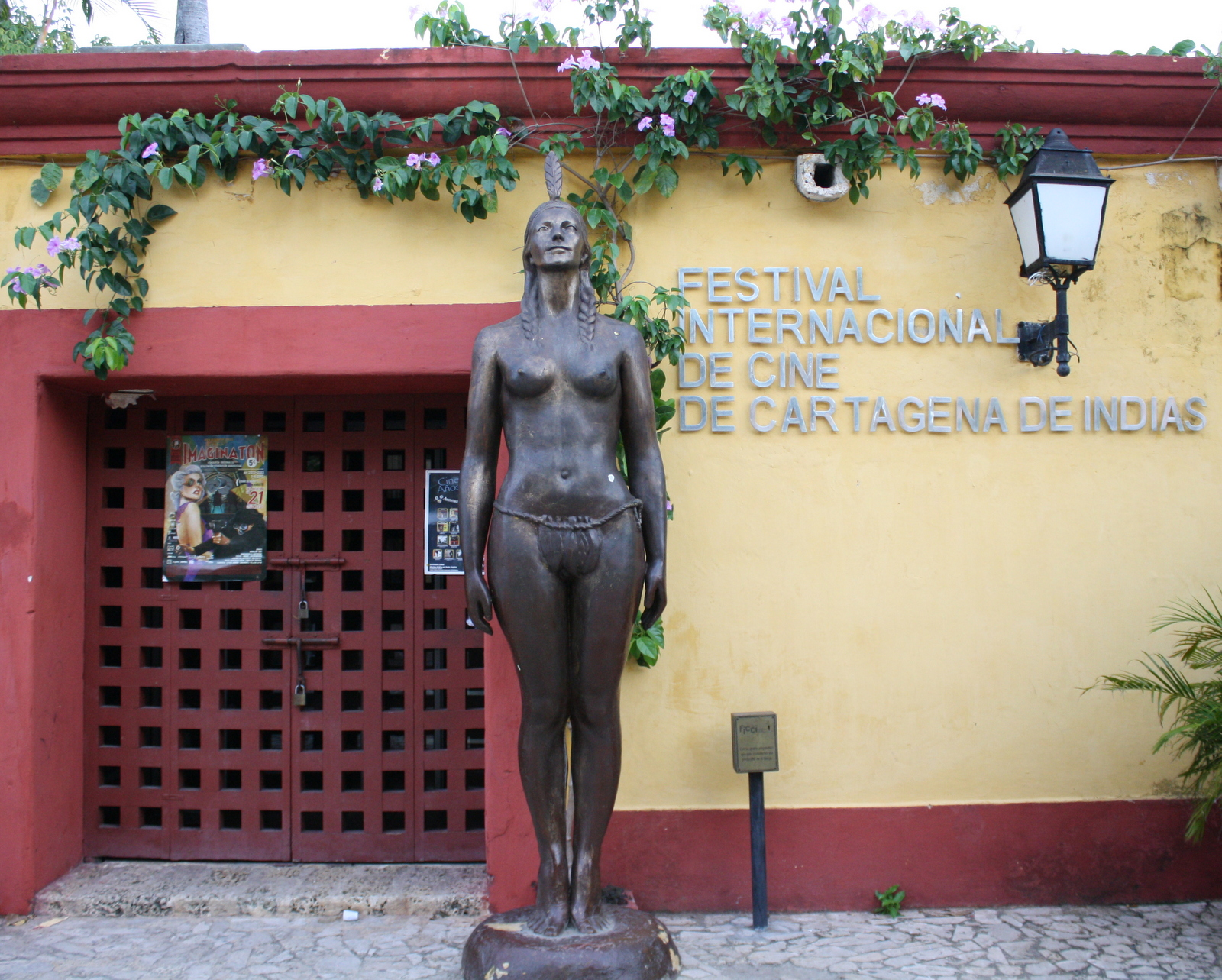
Statue vor dem Gebäude des FICCI

Die Statue der India Catalina ist ebenso das Symbol des „Festival Internacional de Cine de Cartagena“ (FICCI), dem ältesten Filmfestival Lateinamerikas. Die Gewinner werden mit einer Miniaturstatuette der India Catalina ausgezeichnet. Das Festival findet seit 1960 jährlich im März statt und zeichnet die besten Arbeiten des lateinamerikanischen Films und Fernsehens aus. Die India Catalina hat zudem einem der Preise ihren Namen geliehen: Kolumbianische Fernsehproduktionen werden seit 1984 im Rahmen des Filmfestivals in der Kategorie Concurso Nacional de la Televisión Colombiana mit dem „Premio India Catalina de la Televisión Colombiana“ ausgezeichnet.